# SPJ Indústria e Comércio
SPJ Indústria e Comércio war ein brasilianischer Hersteller von Automobilen.

## Unternehmensgeschichte
Das Unternehmen aus Rio de Janeiro begann 1988 mit der Produktion von Automobilen. Der Markenname lautete Garra. Nur wenige Fahrzeuge entstanden im einzigen Jahr der Produktion.

## Fahrzeuge
Im Angebot stand ein Modell auf einem ungekürzten Fahrgestell von Volkswagen do Brasil mit Heckmotor. Verschiedene luftgekühlte Vierzylinder-Boxermotoren mit 1300 cm³, 1600 cm³ und 1800 cm³ Hubraum standen zur Wahl. Die Karosserie bestand aus Fiberglas. Ungewöhnlich war, dass es sich um eine zweitürige viersitzige Limousine handelte.